# Übersetzboot

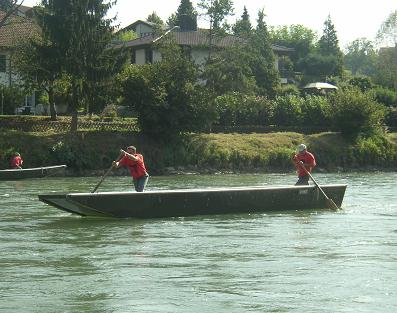
Übersetzboot

Ein Übersetzboot ist ein vom Weidling abgeleiteter Bootstyp der Schweizer Armee. Es entstand seit dem Mittelalter aus dem Fischerweidling. Der Schweizer Genieoffizier Hans Walther (1877–1966) entwarf 1925 ein erstes Übersetzboot mit seitlichen Bänken für 16 Mann. Das Übersetzboot wird auch zivil im Pontoniersport verwendet.

## Eigenschaften
Das Übersetzboot hat einen flachen Rumpf. Am Heck befindet sich ein „Spiegel“, an dem ein Aussenbordmotor angebracht werden kann. Das Gewicht beträgt 360 kg (ohne Motor). Zugelassen ist es für 13 Personen (plus Motor). Davon sind 2 – 3 Personen der Fahrtrupp. Das Boot kann bis 1500 Kilogramm tragen.
Übersetzboote finden meist als Personentransportfahrzeug auf Schweizer Seen und Flüssen Verwendung, werden aber auch in Deutschland genutzt. Die Ausrüstung unterscheidet sich je nach Fahrweise.

### Ohne Aussenbordmotor
Die Mannschaft ist ausgerüstet mit 3 Stacheln, 3 Rudern, 4 Ruderstricken, 1 Sasse, 1 Spanntau. Der Vorderfahrer steht dabei hinter dem Ruderstrick, den rechten Fuß zurückgestellt. Mit der linken Hand umfasst er den Griff, mit der rechten Hand die Stange. Die Hände haben einen Abstand von ca. einer Brustlänge. Der Steuermann steht in der Mitte des Schiffes mit dem linken Fuß am Ruderstrick. Den rechten Fuß ebenfalls zurückgestellt. Mit der rechten Hand umfasst er den Griff, mit der linken Hand die Stange.

### Mit Aussenbordmotor
Die Mannschaft ist ausgerüstet mit 3 Stacheln, 3 Rudern, 5 Ruderstricken, 1 Sasse, 1 Spanntau, 4 Schnürleinen, 1 Rettungsring, 1 Wurfleine, 1 Motorentasche, 1 Aussenbordmotor, 1 Ersatzpropeller, 2 Treibstoffkanister, 1 Fahrersitz.

## Verwendung im Sport
Die sportliche Verwendung von Übersetzbooten findet ihren Ausschlag im vor allem in der Schweiz bekannten Pontoniersport. Beim Wett- und Geschicklichkeitsfahren hat es nur zwei Mann Besatzung und einfache Ausrüstung (ohne Aussenbordmotor). Üblicherweise ist es ca. 9,1 Meter lang, 1,86 Meter breit und wiegt 460 kg. Gemäß den Regeln wird das Boot von über 20-jährigen gefahren.